# Wohnhausgruppe Bulthauptstraße

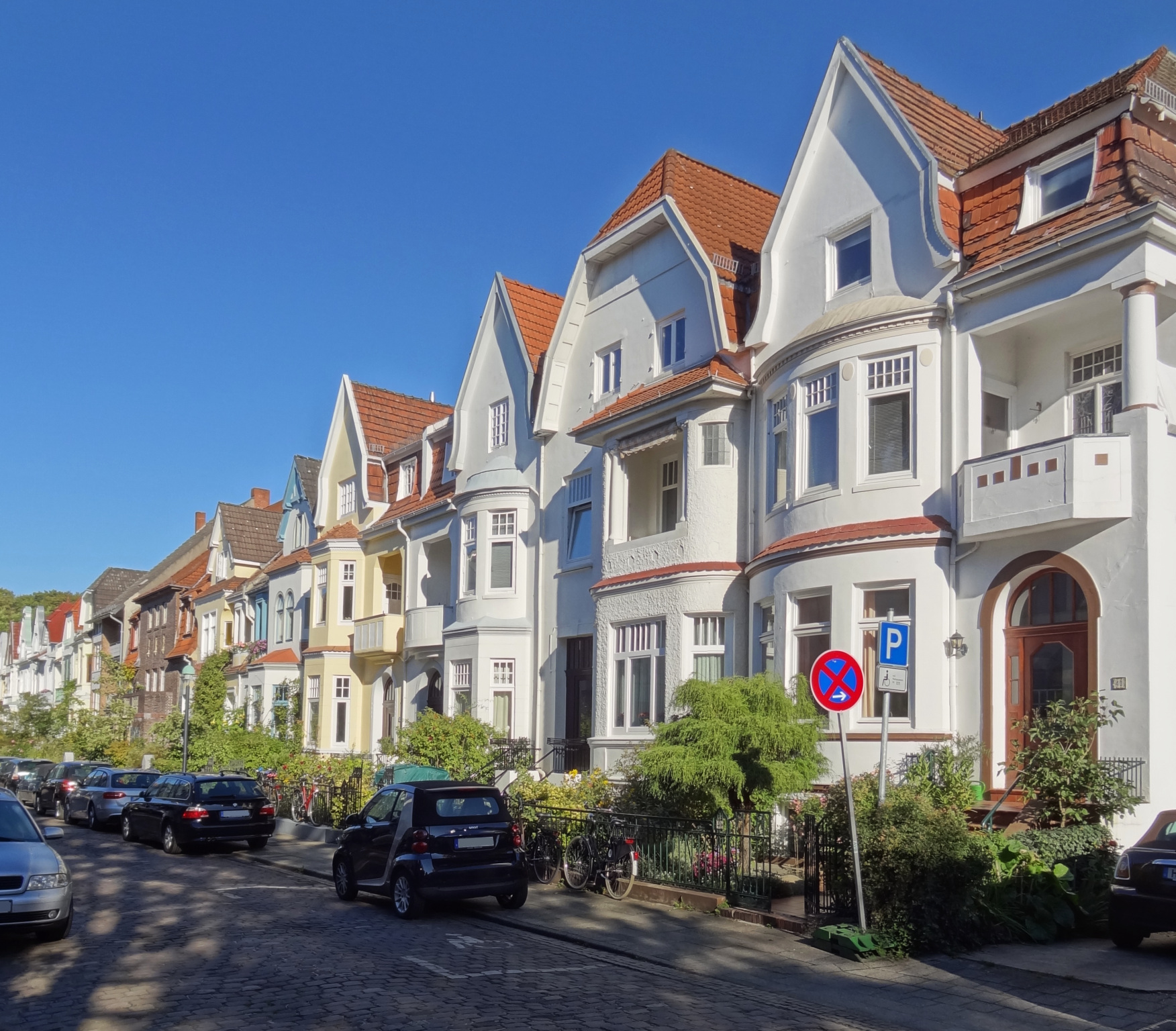
Wohnhausgruppe Bulthauptstraße

Die Wohnhausgruppe Blumenthalstraße in Bremen, Stadtteil Schwachhausen, Ortsteil Bürgerpark, Bulthauptstraße 3–40,  entstand von 1906 bis 1913 nach Plänen verschiedener Architekten. Diese Gebäudegruppe steht seit 1973 unter Bremer Denkmalschutz.
Die kurze Bulthauptstraße führt in Ost-West-Richtung von der Hartwigstraße zur Parkstraße. Sie wurde 1905 benannt nach dem Bremer Theaterautor Heinrich Bulthaupt (1849–1905).

## Geschichte
Die verputzten, zweigeschossigen Wohnhäuser mit zumeist Satteldächern und Zwerchgiebeln wurden in der Epoche der Jahrhundertwende im traditionellen Reformstil für eine bürgerliche Mittel-  und Oberschicht erbaut. Der oft gewählte Häusertyp Bremer Haus wurde in Bremen zwischen der Mitte des 19. Jahrhunderts und den 1930er Jahren errichtet. Typisch ist dabei das Souterrain als Tiefparterre, die tiefe Gebäudeform und der seitliche Eingang. 
Entworfen haben die Häuser 
- August Oelker, Bauunternehmer (Nr. 3, 5, 7, 9, 11, 11A, 15, 17, 19, 21, 23, 25, 27, 29, 31, 33, 35, 37, 39),
- H. Fuhrken, Bauunternehmer (Nr. 4, 6, 8, 10, 12, 14, 16, 18, 20, 22, 30, 32, 34, 36, 38, 40),
- J. W. Ostwald, Architekt (26/28) als Baulückenschließung von 1923; ein für die Straße untypischer, verklinkerter Bau mit Mansarddach für die Nordische Automobilgesellschaft für Oberingenieur Joseph Kersting.

Aktuell (2017) werden die Häuser weiterhin als Wohnungen genutzt. 

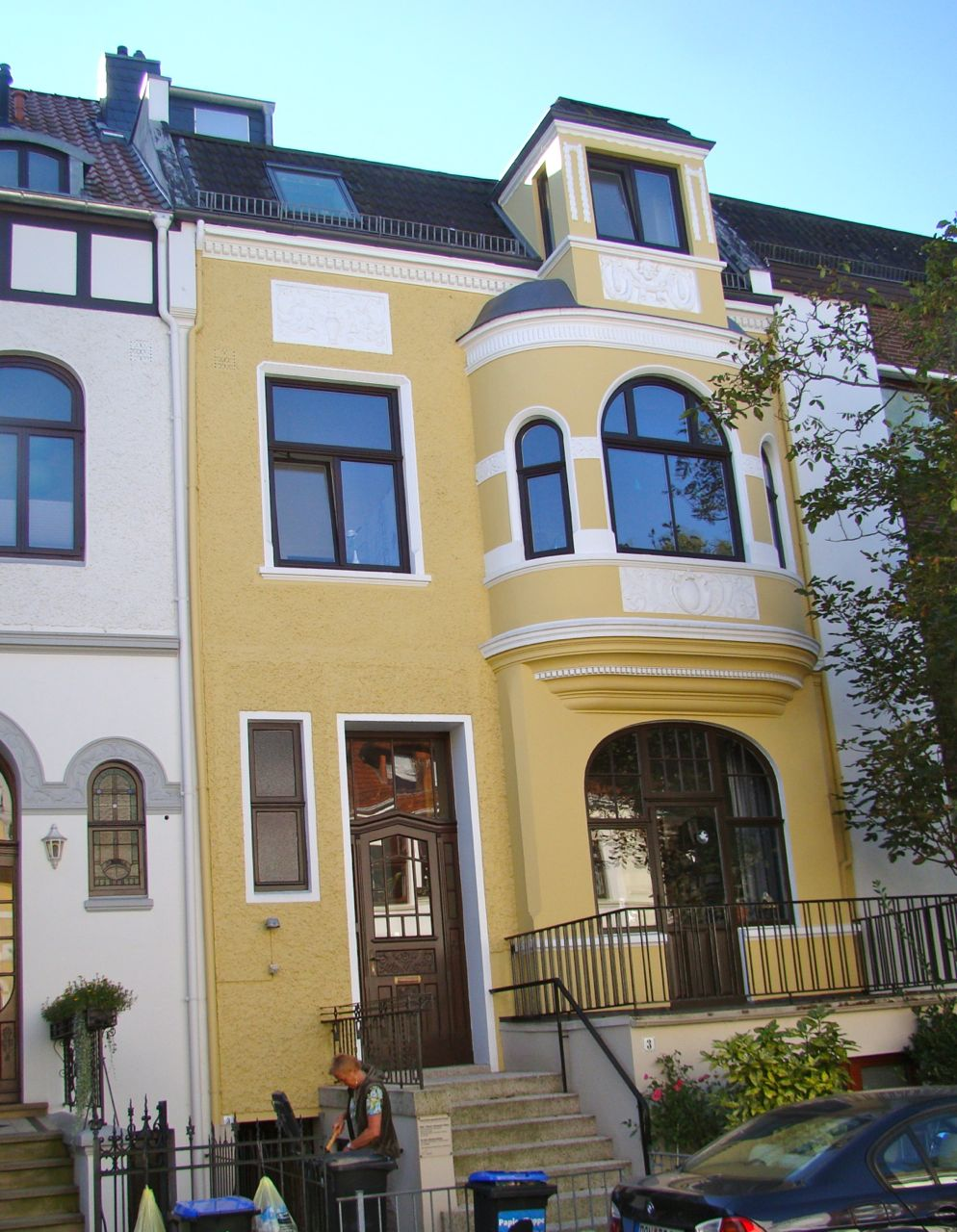
Nr. 3
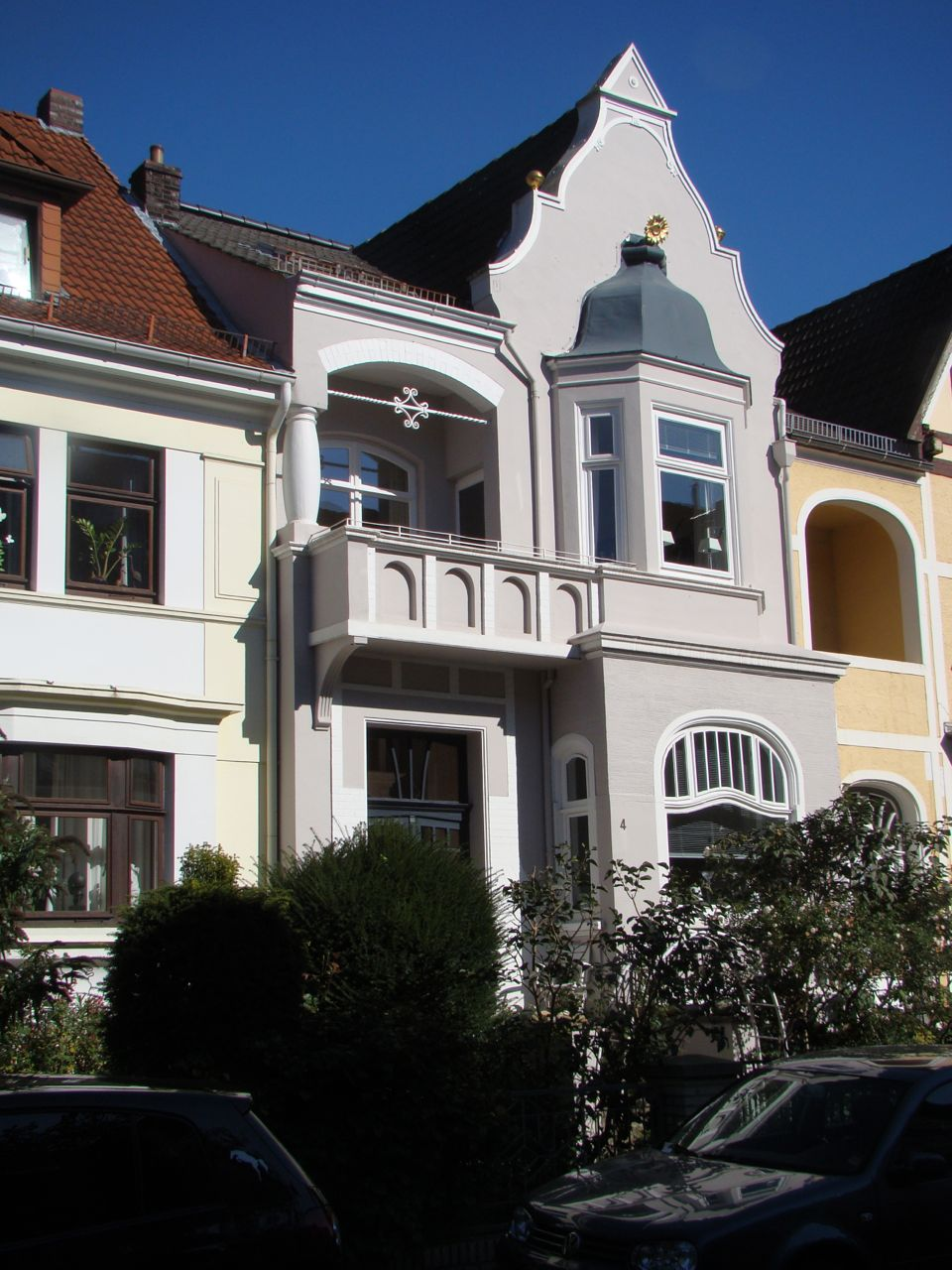
Nr. 4
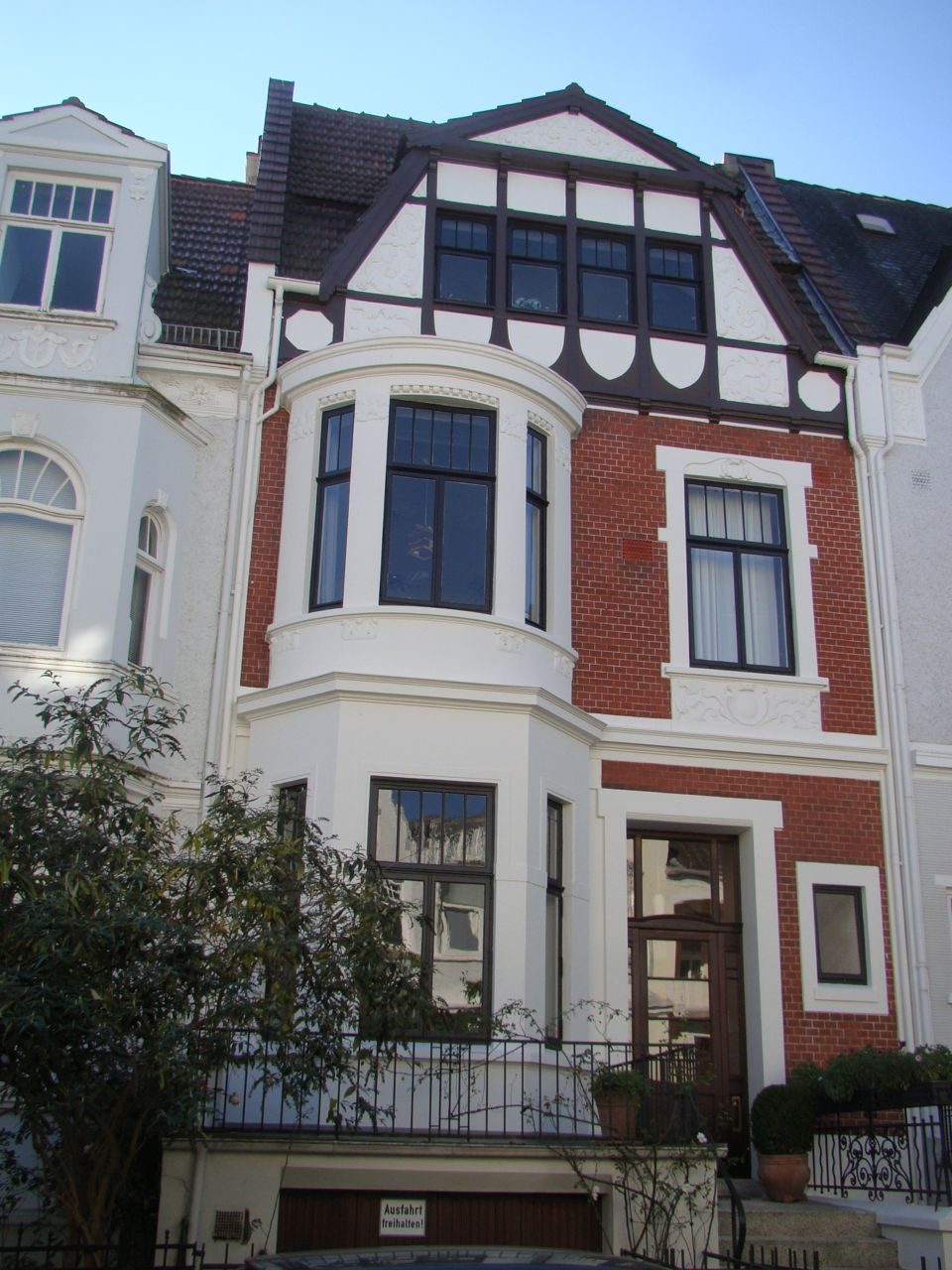
Nr. 11A
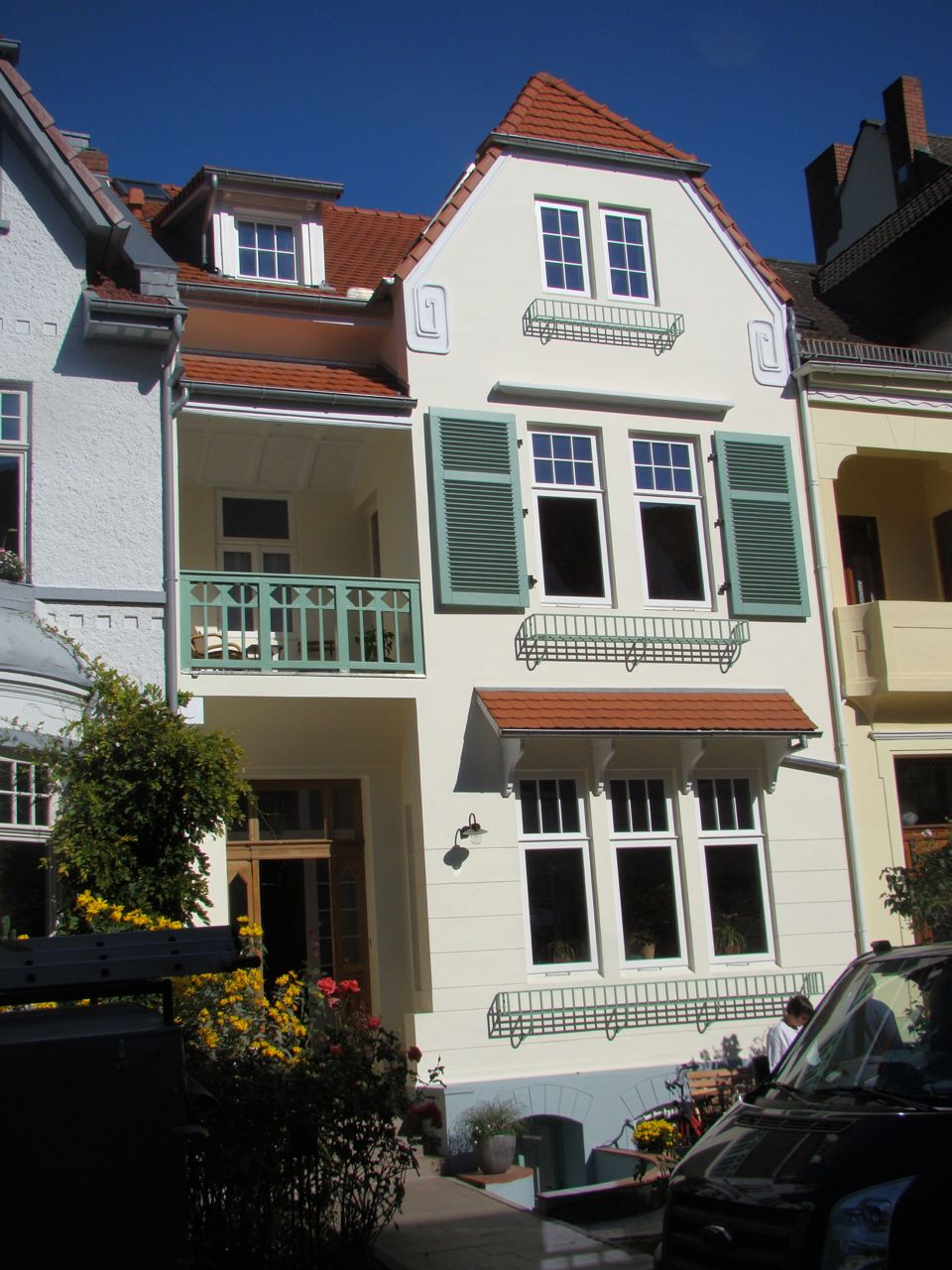
Nr. 20
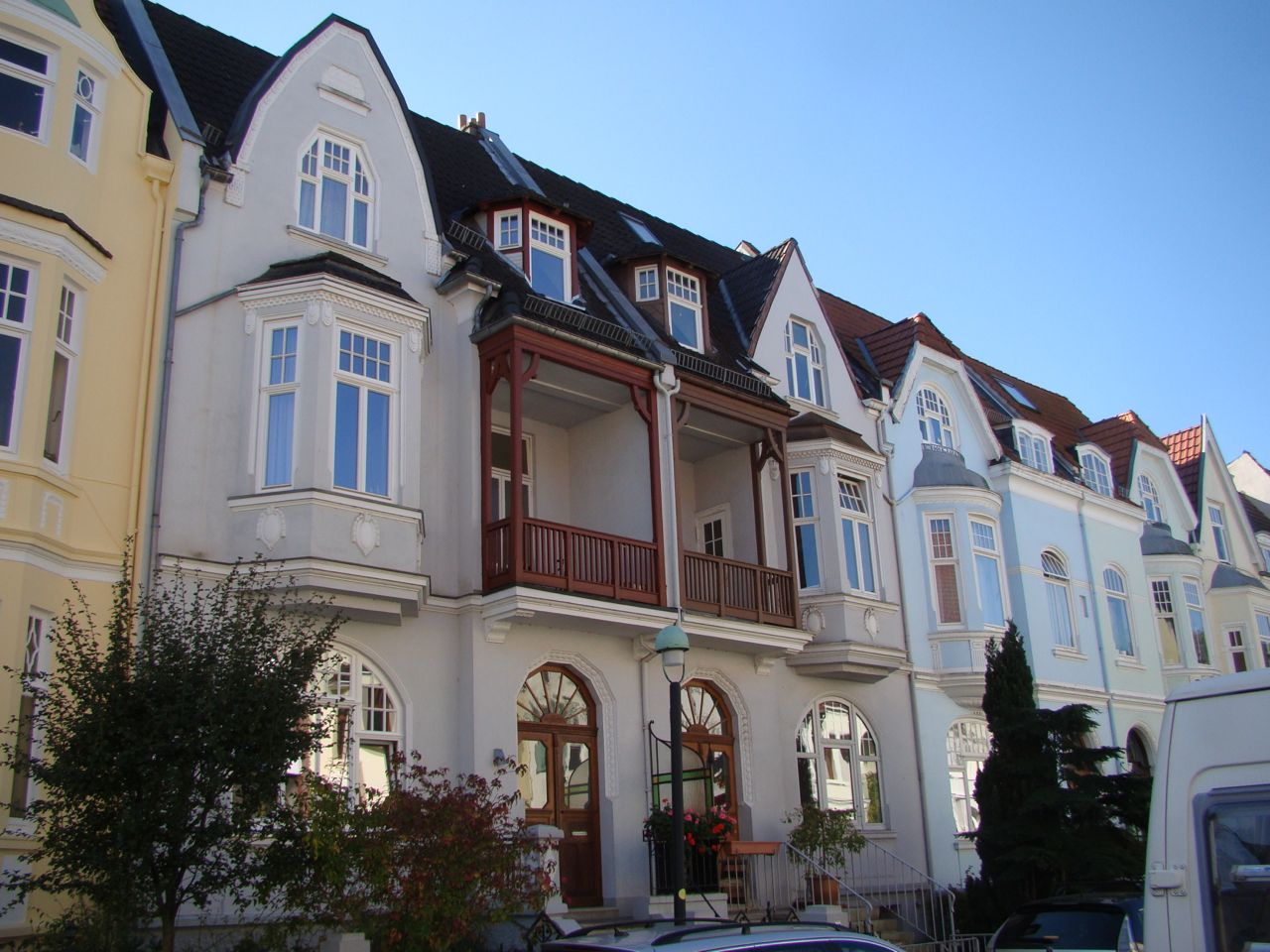
23/25
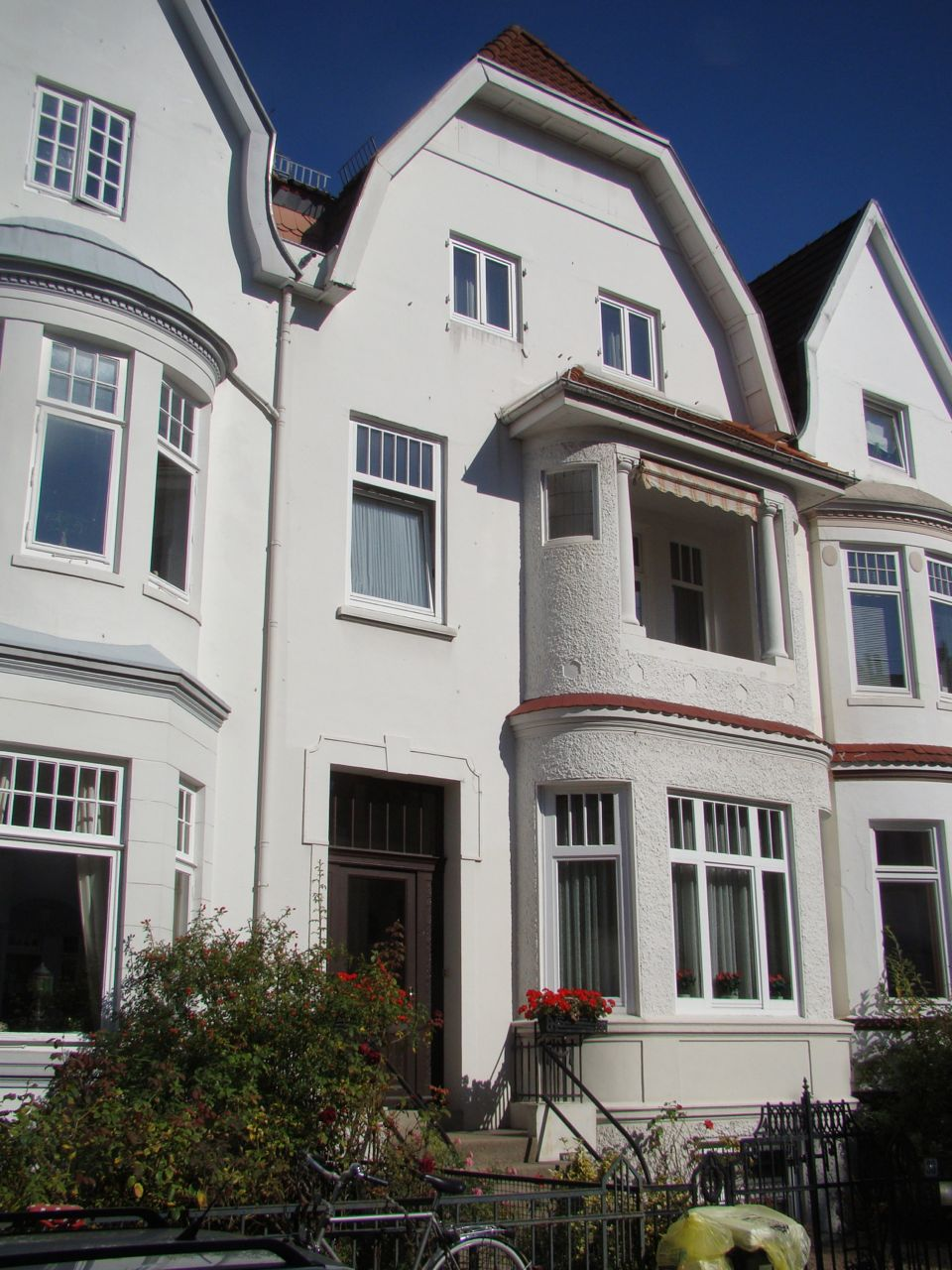
Nr. 38